# Leandro Wallace Motta dos Santos
Leandro Wallace Motta dos Santos (Río de Janeiro, Brasil; 14 de enero de 1992) es un futbolista brasileño. Juega de centrocampista

## Clubes
| Club                  | País      | Año       |
| --------------------- | --------- | --------- |
| Vasco da Gama         | Brasil    | 2010-2011 |
| Grêmio                | Brasil    | 2011      |
| Madureira             | Brasil    | 2012      |
| Vasco da Gama         | Brasil    | 2012      |
| Bonsucesso            | Brasil    | 2013      |
| Fluminense            | Brasil    | 2014      |
| MyPa                  | Finlandia | 2014      |
| Lahti                 | Finlandia | 2015      |
| Marcílio Dias         | Brasil    | 2016      |
| Ħamrun Spartans F.C.  | Malta     | 2016-2017 |
| Silema Wanderers F.C. | Malta     | 2017      |
| Democrata             | Brasil    | 2018      |
| Olimpia               | Honduras  | 2018-     |

## Palmarés

### Campeonatos nacionales
| Título         | Club          | País   | Año  |
| -------------- | ------------- | ------ | ---- |
| Copa de Brasil | Vasco da Gama | Brasil | 2011 |